# Bárbara Teyde
María Antonia Hernández, más conocida como Bárbara Teyde (Tenerife, España, 9 de marzo de 1942-Caracas, Venezuela, 10 de septiembre de 2008), fue una primera actriz de las telenovelas venezolanas y estuvo considerada como una de las más grandes villanas de telenovelas que ha tenido la televisión de ese país.

## Biografía
Nació en Tenerife, España, el 9 de marzo de 1942. Desde la década de 1960 estuvo en la pantalla chica venezolana, interpretando múltiples personajes, en su mayoría villanas de telenovelas. Participó en La Montonera (José Ignacio Cabrujas), La indomable (Inés Rodena), Historia de dos casadas (Ibsen Martínez), La elegida (Ibrahim Guerra), y La mujer sin rostro (José Ignacio Cabrujas), entre otras. Pero su personaje más recordado fue el de Ana Rosa Bracho en La usurpadora. La última telenovela en la que actuó fue Como tú ninguna.
Estuvo casada con el actor Jorge Palacios. Su única hija, Bárbara Palacios, se alzó con las coronas de Miss Venezuela, Miss Suramérica y Miss Universo en 1986.
Bárbara falleció víctima de cáncer el 10 de septiembre de 2008 a la edad de 66 años.

### Telenovelas
- 1965, La tirana
- 1965, El derecho de nacer
- 1967, La Montonera
- 1967, Los ojos que vigilan
- 1968, El engaño ... Amparo Alpino
- 1969, Mariana Montiel
- 1970, Cristina ... Raquel
- 1971, La usurpadora ... Ana Rosa Bracho
- 1972, Abandonada ... La China
- 1973, La indomable ... Lucía Olmos de Narváez
- 1980, La Sultana
- 1980, María de los Ángeles ... Gloria
- 1980, El mundo de Berta ... Laura Morales
- 1981, La casa de los Abila
- 1981, La Fruta Amarga
- 1981, La Cenicienta
- 1982, El pecado de una madre
- 1983, Ángela del Infierno
- 1984, La mujer sin rostro... Pompeya
- 1985, El hombre de hierro
- 1985, Tres destinos, tres amores
- 1989, La Iluminada ... Carmen Del Valle
- 1992, Por amarte tanto ... Doña Luciana De Velásquez
- 1994, Como tú ninguna ... Leónidas de Landaeta

### Series, miniseries y unitarios
- 1972, Chinita... mi amor ... Iris
- 1978, Fortunata y Jacinta: Historia de dos casadas ... Fortunata
- 1979, La Elegida
- 1984, Documento Leonardo Ruiz Pineda

### Cine
- 1966, Los ojos perdidos ... Consuelo
- 1968, Camino de la verdad
- 1983, La gata borracha ... Rosa Elena Mendoza